# Бон-Жезуш (Брага)
Санктуарий Бон-Жезу́ш-ду-Мо́нте (порт. Santuário do Bom Jesus do Monte), чаще именуемый просто Бон-Жезу́ш, — ансамбль религиозной архитектуры XVII—XVIII вв. в португальском городе Брага; один из самых величественных «священных холмов» эпохи Контрреформации. Расположен на западном склоне горы Эшпинью в восточной части Браги, в районе Тенойнш, на высоте около 400 метров. Архитектура сочетает элементы барокко, рококо и классицизма. В июле 2019 года Бон-Жезуш был включён в список Всемирного наследия ЮНЕСКО.

## Название
Название Bom Jesus do Monte можно дословно перевести как «Иисус Милосердный на горе». Оно связано с идеей «священных холмов», которые стали появляться в Европе после Тридентского собора под влиянием идей видного деятеля Контрреформации кардинала Карло Борромео. Для священных холмов характерны тихая уединённая атмосфера, монументальные сооружения (часовни и фонтаны) с многочисленными скульптурами или картинами, изображающими сцены Via Sacra и напоминающими паломникам различные моменты страстей Христовых.

## История создания
Первые свидетельства присутствия человека на этом месте относятся к XIV веку, когда здесь был воздвигнут крест и построен небольшой скит во славу Животворящего Креста (порт. Santa Cruz). В уставе Братства церкви Святой Троицы (порт. Igreja da Trindade) в Браге, датированном 1373 годом, уже упоминается скит Санта-Круш, к которому монахи совершали паломничества.
Различные источники единодушно упоминают 1494 год как год строительства небольшой церкви и скита на склоне холма. Однако данные о том, кому принадлежала инициатива строительства, различаются. Архиепископ Родригу да Кунья приписывает инициативу строительства архиепископу Жорже да Кошта. В путеводителе Guia de Portugal инициатором строительства указан его брат и преемник архиепископ Мартинью да Кошта, однако в более раннем источнике инициатива приписывается архиепископу Жорже да Кунья (порт. D. Jorge da Cunha), которого нет в официальном списке архиепископов Браги. Этот второй скит спустя некоторое время был заброшен и пришёл в упадок из-за неблагоприятных погодных условий.

В 1522 году декан Браги Жуан да Гуарда (порт. D. João da Guarda) перестроил и расширил скит за свой счёт, выполнив его в камне в традициях иберийской готики, о чём свидетельствуют некоторые сохранившиеся до наших дней следы. 

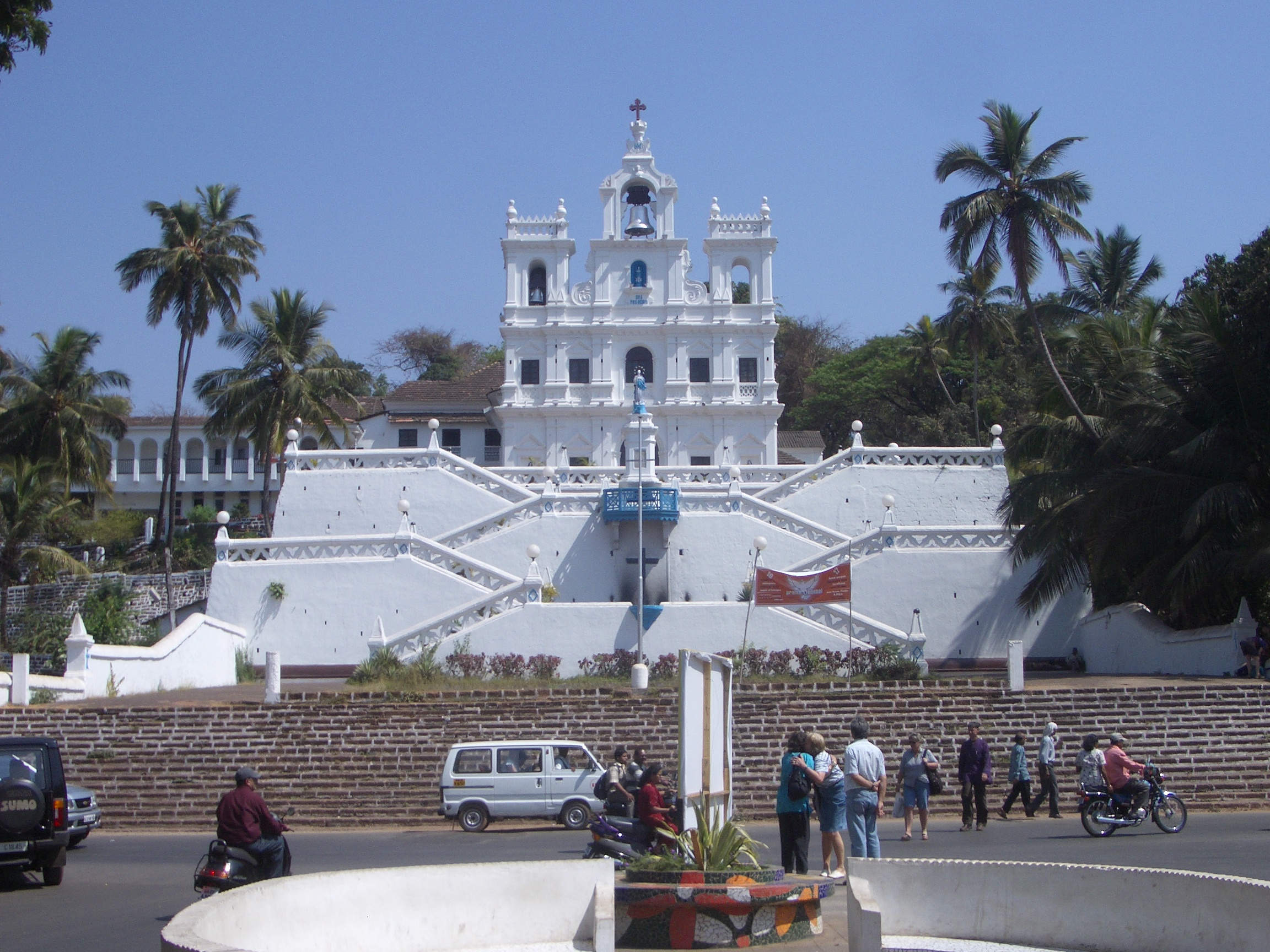
Аналогичный по замыслу Церковь Непорочного зачатия (Гоа) в португальском Гоа

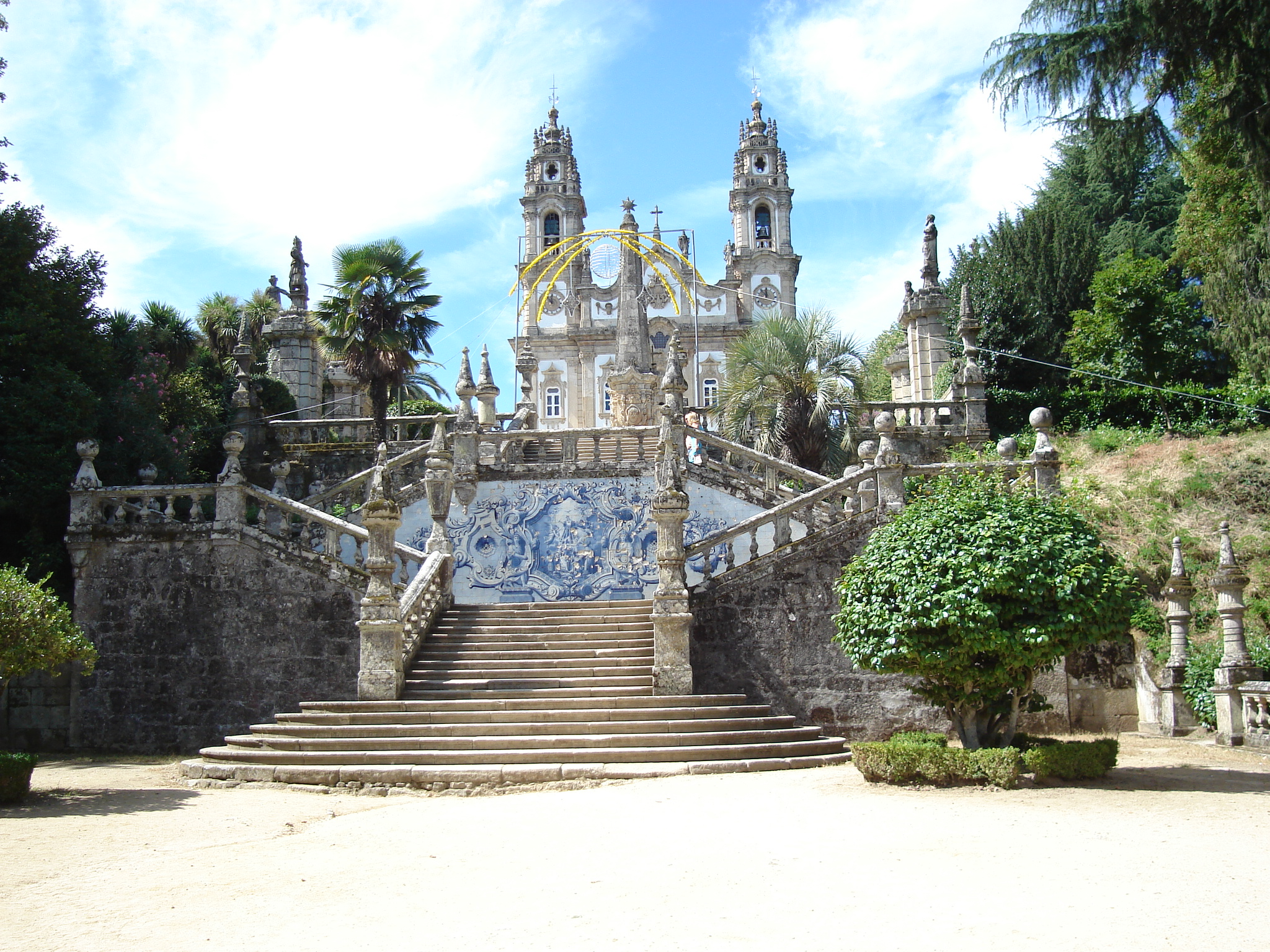
Церковь Богоматери Исцеляющей в Ламегу

В 1629 году по инициативе местных верующих была создана конфрерия Бон-Жезуш-ду-Монте для возрождения угасшего к тому времени места поклонения Животворящему Кресту. В этом же году западный склон Эшпинью превращается в «Голгофу», сооружённую на горе к востоку от Браги, а конфрерия учреждается «во славу Иисуса Милосердного» (порт. Confraria do Bom Jesus).
В 1720 году архиепископ Родригу де Моура Телеш, видя плачевное состояние, в которое пришёл храм ввиду почти полного запустения во времена правления декана Франсишку Перейра да Силва (порт. D. Francisco Pereira da Silva), принимает на себя функции судьи конфрерии и начинает процесс полной реставрации: при нём было начато строительство нового храма на Моисеевой площади (порт. Terreiro de Moisés), спланированы лестницы, ведущие от портика, часовни Via Sacra и лестница «пяти чувств».
Считается, что автором проекта этой жемчужины ландшафтной архитектуры был военный инженер полковник Мануэл Пинту де Вила Лобуш (порт. Manuel Pinto de Villa Lobos). Небольшой круглый (или, скорее, эллипсовидный) храм был построен на месте старого восстановленного скита. Некоторое время спустя бражскому архитектору Карлушу Амаранте было доверено продолжить работы и построить новый храм, который увенчал бы собой грандиозное великолепное сооружение.
Архиепископ Гашпар де Браганса по просьбе руководства конфрерии получил у папы Климента XIV благословение на то, чтобы церковь принимала паломников, посещающих святые для христиан места. Кроме того, папа издал три бреве, даровав паломникам Бон-Жезуша особые милости и привилегии. Приток верующих невероятно увеличился, а небольшой храм, построенный во времена Родригу де Моура Телеша, стал тесен и уже не мог вместить всех желающих. Старая церковь эпохи Возрождения была демонтирована, а на её месте был воздвигнут новый храм, прекрасно сохранившийся до наших дней. Первый камень был заложен 1 июня 1784 года, в день Сошествия Святого Духа.
При прохождении через Брагу наполеоновских войск генерала Сульта в марте 1809 года санктуарий получил незначительные повреждения.
В сентябре 1811 года работы по строительству были завершены, но для прихожан новый храм был открыт лишь в 1857 году.

## Состав комплекса

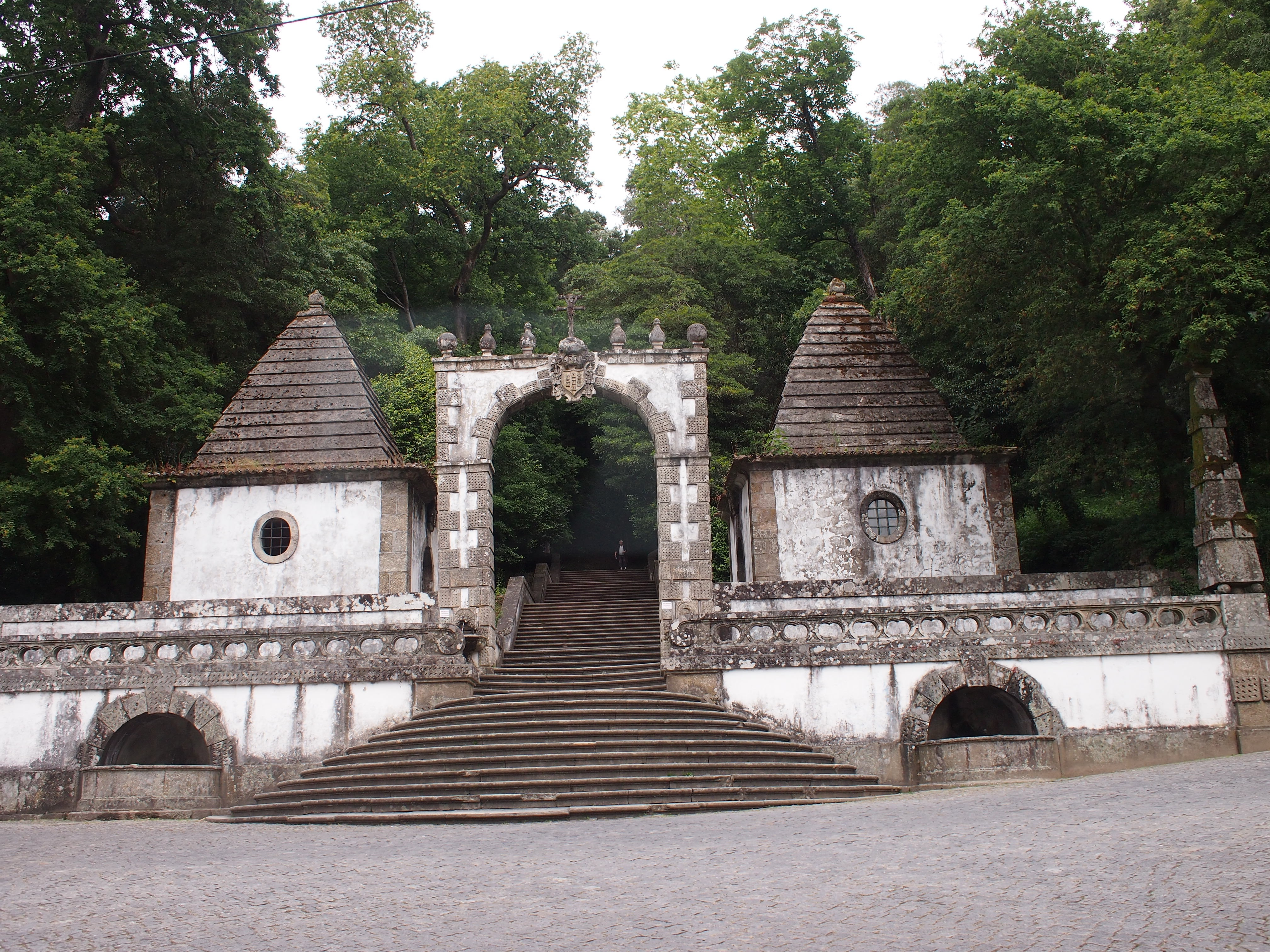
Портик Бон-Жезуш

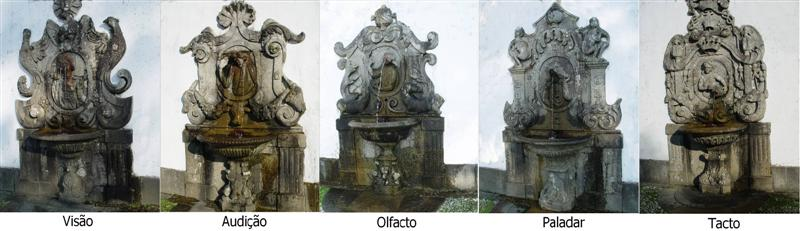
Фонтаны пяти чувств

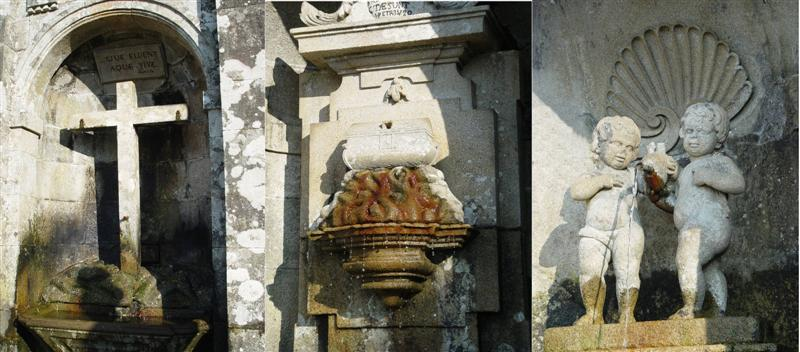
Фонтаны трёх добродетелей

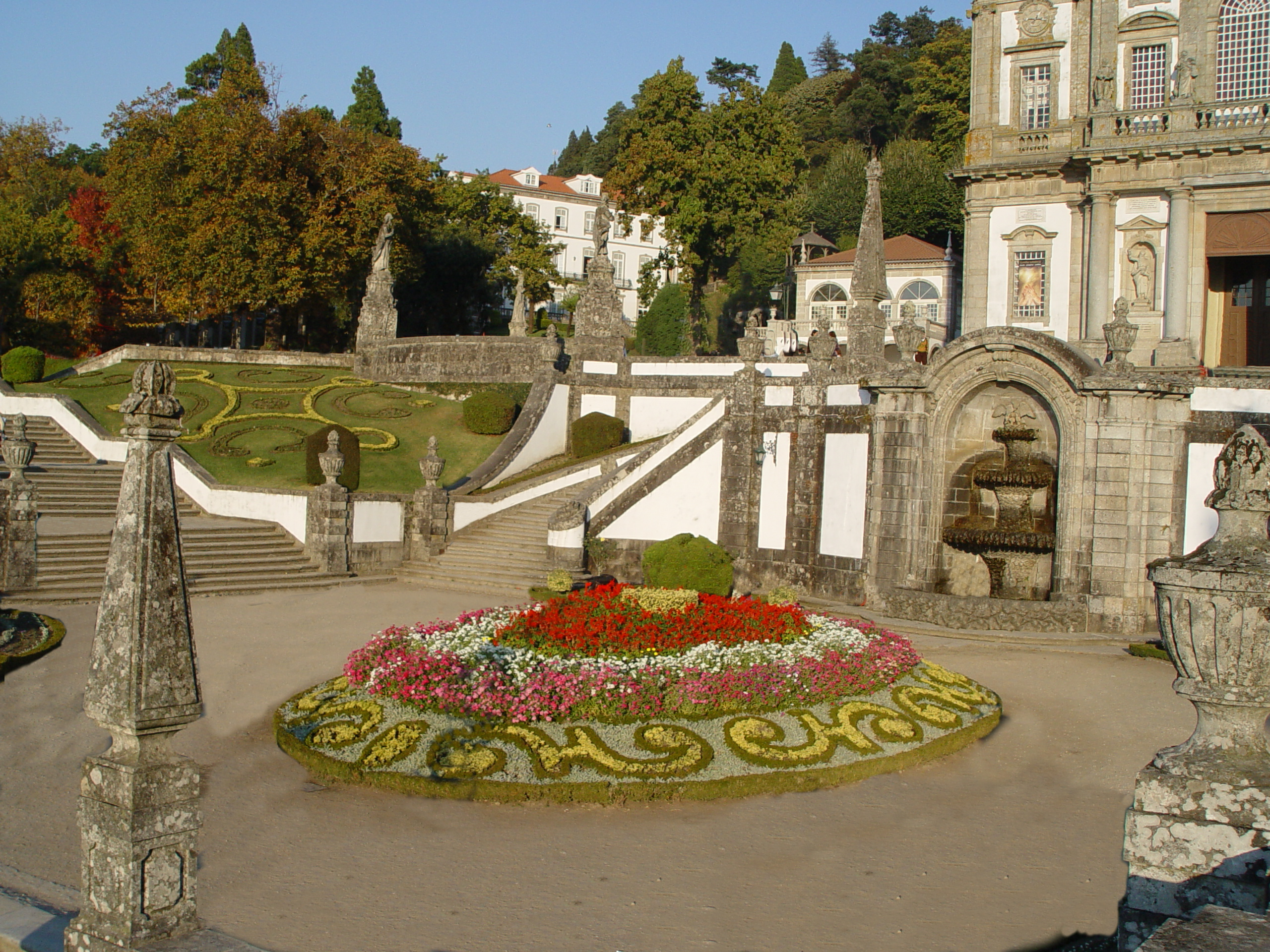
Моисеева площадь перед церковью Бон-Жезуш

### Лестница
Величественная зигзагообразная лестница соединяет в общем плане несколько построенных в разное время скитов, где объединены различные участки Via Sacra и представлены некоторые персонажи Страстей Христовых. Кроме того, здесь есть несколько аллегорических фонтанов, площадки со скитами, статуи.
Вход оформлен портиком XVIII века, окружённым двумя декоративными пирамидами. В конце пролётов лестницы находятся часовни Via Sacra, каждая из которых представляет одну из сцен Страстей Христовых. Цветные скульптуры (некоторые из которых сохранились с XVII века, другие же были сделаны современным автором Жуаном Виейрой (порт. João Vieira)) выполнены почти в натуральную величину и выглядят очень реалистично, подчёркивая драматургию каждой сцены. Часовни в конце первого пролёта символизируют Сионскую горницу и Гефсиманский сад, в конце третьего пролёта — Моление о чаше и Арест Христа; затем — Бичевание и Увенчание терновым венцом; далее — Ecce Homo и Путь на Голгофу; и, наконец, — Несение креста и Распятие Христово.
После большой площадки, с которой открывается прекрасный вид на запад, лестница меняет свой вид: семнадцать попеременно расходящихся и сходящихся пролётов по обеим сторонам марша богато украшены декоративными сосудами, аллегорическими статуями и небольшими фонтанами. Это так называемая «лестница пяти чувств».
Каждый фонтан символизирует одно из чувств: на первом пролёте «зрение», на втором — «слух», одна из статуй посвящена царю Давиду. Следующий фонтан — «обоняние» и статуи Ноя и Суламифи; затем — «вкус», статуи Иосифа, Ионафана и Ездры; и, наконец, — «осязание» и статуи Соломона, Исаии и Исаака.
Последние двенадцать пролётов представляют собой «лестницу добродетелей», которая украшена тремя символическими фигурами. В конце лестницы расположена так называемая Моисеева площадь (порт. Terreiro de Moisés), украшенная великолепным экзотическим фонтаном «Пеликан». На вершине лестницы по бокам расположены статуи восьми библейских персонажей, принимавших участие в суде над Христом: Анна, Каиафа, Ирод и Пилат, на противоположной стороне — Иосиф Аримафейский, Центурион, Никодим и вновь Пилат, разрешающий снять Иисуса с креста.

### Храм
Напротив лестницы находится церковь Иисуса Милосердного (порт. Bom Jesus) — классицистическая церковь в форме латинского креста — строительство которой было завершенного в 1811 году. Это одна из первых работ архитектора Карлуша Амаранте. Портик в стиле позднего Ренессанса окружён четырьмя большими монолитными колоннами. На промежуточном антаблементе установлены статуи четырёх апостолов-евангелистов. Фасад с двумя башнями вписан в густую листву окружающего парка. На стенах в просторной центральной части храма висят копии некоторых картин Педру Александрину. Оригиналы находятся в Музее конфрерии (порт. Museu da Confraria), расположенном в двух залах в Casa das Estampas слева от церкви. Здесь также выставлены декоративные панно XVIII века, три больших восточных гобелена, картины Секейры, Педру Александрину и Рокмона, ценный гумерал из тончайших восточных тканей. В 2015 году церковь стала малой базиликой.
В здании Casa das Estampas, перестроенном в начале XX века архитектором Раулом Лину, кроме магазина сувениров находится библиотека конфрерии, основная коллекция которой была преподнесена в дар в 1918 году отставным чиновником из Виана-ду-Каштелу Гашпаром Лейте де Азеведу. Позже она пополнилась коллекцией французских книг, подаренной Мануэлом Монтейру.
Примерно на одном уровне с храмом находятся два курортных отеля. Чуть дальше, посреди рощи, раскинулся парк.
С террасы, расположенной рядом с конной статуей и линией фуникулёра, открывается самый большой панорамный вид на окрестности Браги. Ещё совсем недавно, пока в городе не было высоких зданий, в ясные дни отсюда можно было увидеть всю береговую линию Минью.

### Фуникулёр

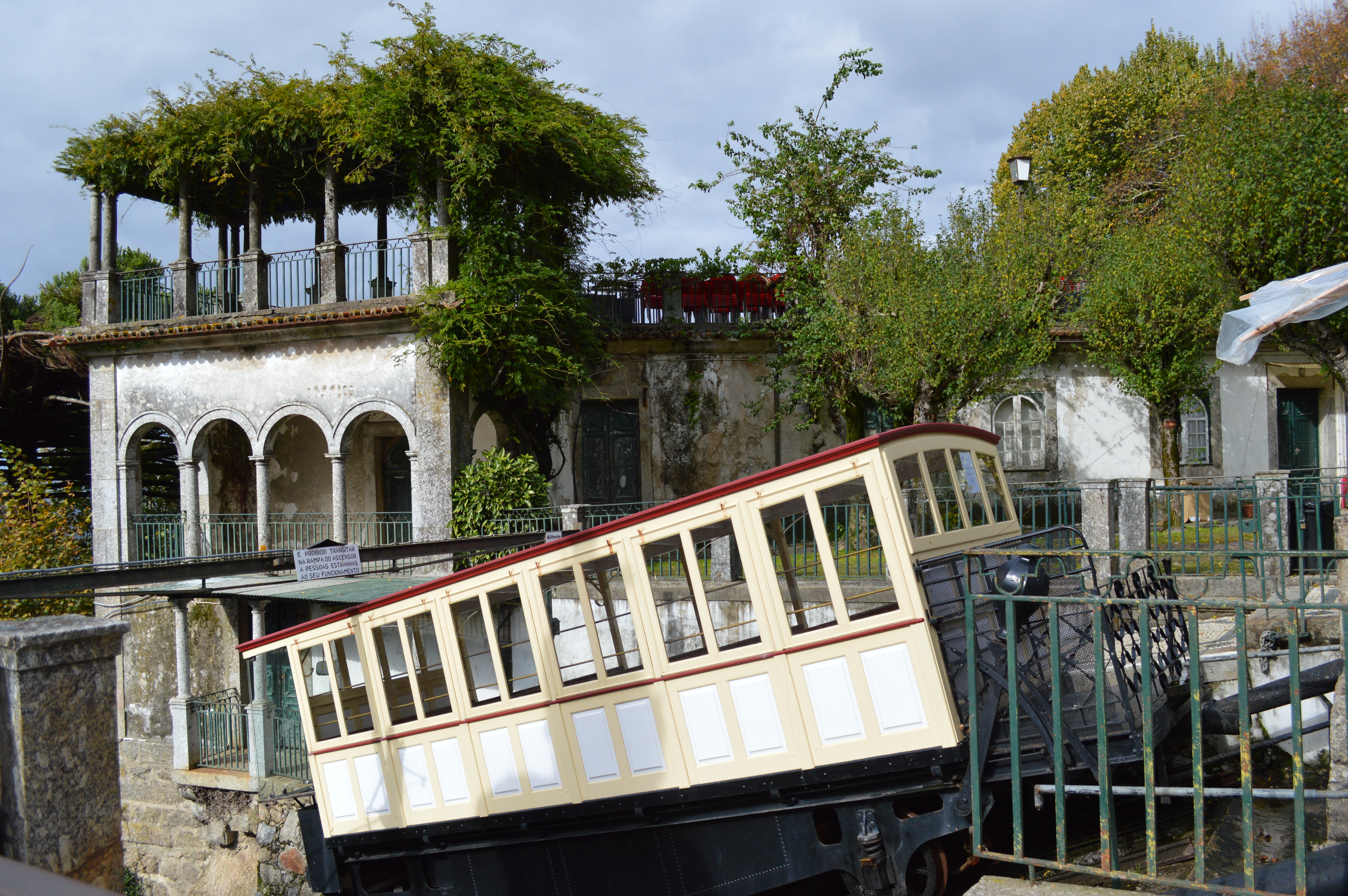
Вагон фуникулёра у верхней посадочной площадки

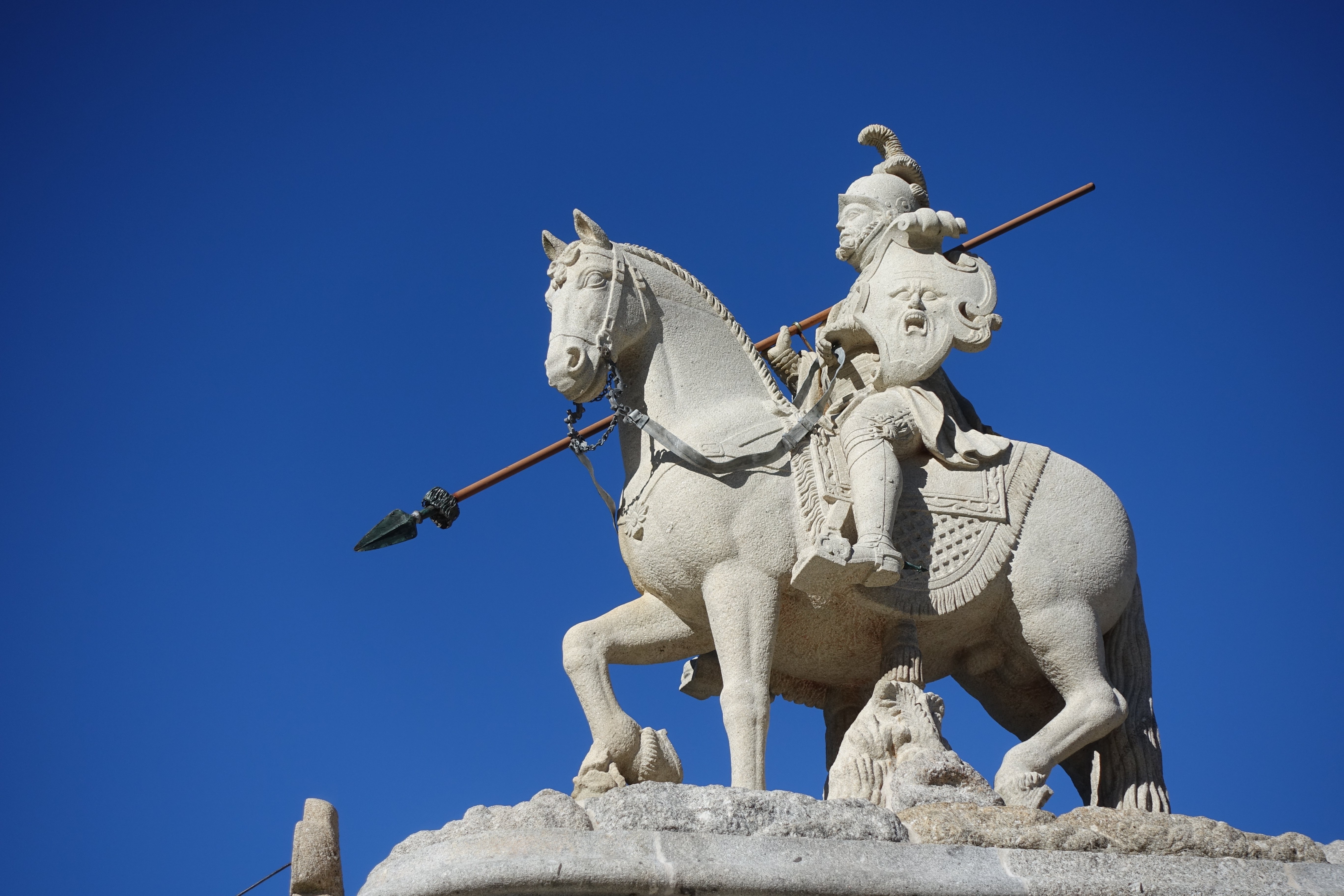
Статуя св. Лонгина

От подножия санктуария к храму можно также подняться на фуникулёре (порт. Elevador do Bom Jesus), который идёт слева от лестницы. Это первый фуникулёр, построенный в Португалии (открыт 25 марта 1882 года), и самый старый из действующих фуникулёров на водяном балласте в мире. Автор проекта — Никлаус Риггенбах, а руководил работами португальский инженер Рауль Меснье де Понсар. Это двойной фуникулёр на реечной передаче с гидравлическим балластным приводом: опускающийся вагон заправляется на верхней посадочной площадке 3500 литрами воды и в противовесе обеспечивает тягу для вагона, идущего вверх. Реечное полотно длиной 285 м уложено с перепадом по высоте в 116 м. За всё время эксплуатации фуникулёра не было зафиксировано ни одного несчастного случая.
Рядом с верхней посадочной площадкой фуникулёра на валуне, на котором когда-то находилась колокольня храма XVI века, разобранная в конце XVIII века, установлена гранитная статуя, изображающая римского воина со щитом и копьём, верхом на могучем коне. Статуя была выполнена мастером-каменщиком Педру Жозе Луишем и в 1819 году была подарена конфрерии Луишем де Каштру-ду-Коуту из Пику-де-Регаладуш. Это единственная каменная конная статуя в Португалии. В Браге существует традиция, когда в дни празднования Рождества Иоанна Предтечи незамужние девушки ходят вокруг статуи и молятся об ускорении замужества.

### Парк

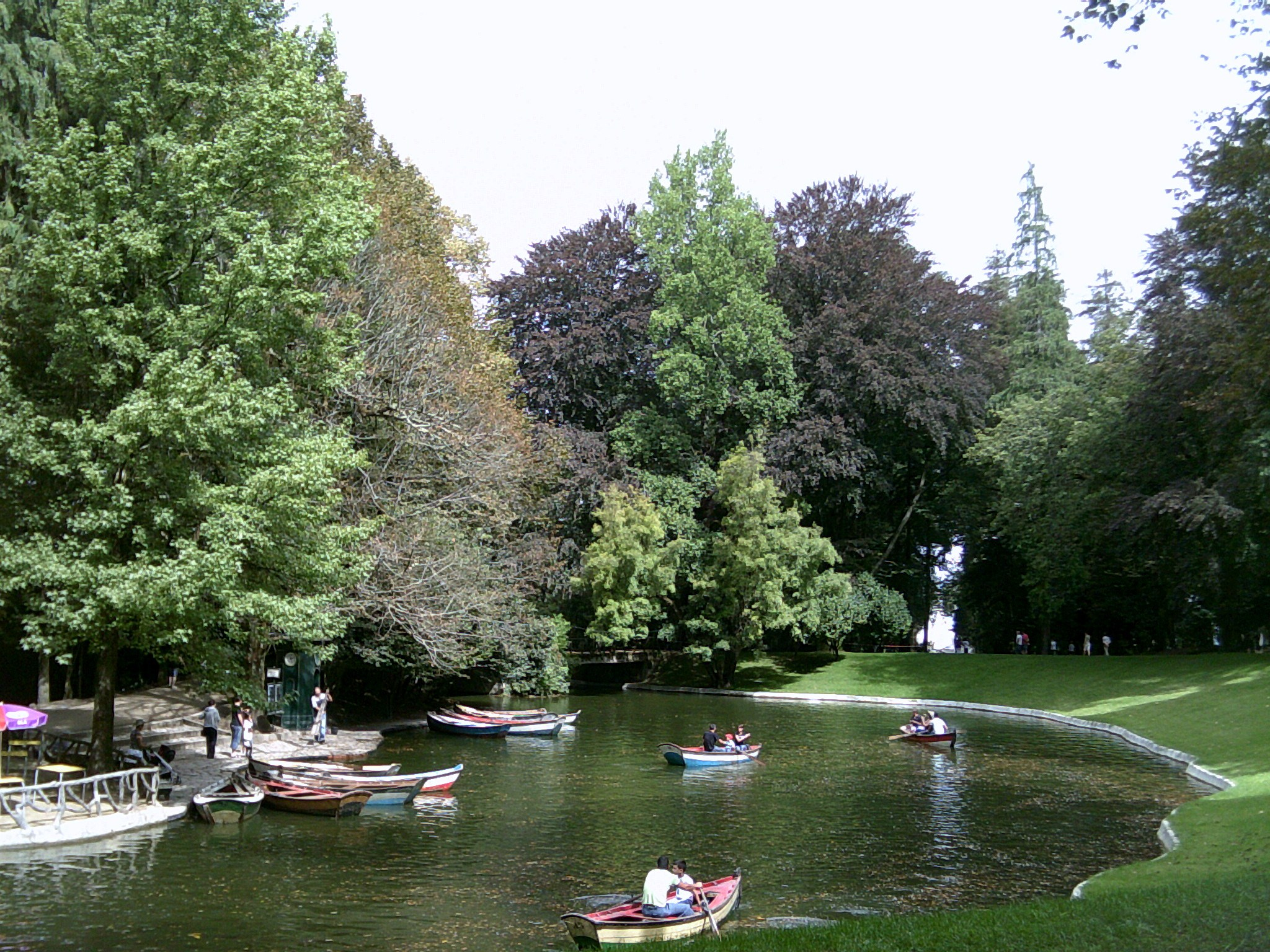
Озеро в парке Бон-Жезуш

На аллее, ведущей далее вверх от церкви, находятся мемориальные часовни, а в конце расположена площадь Евангелистов (порт. Terreiro dos Evangelistas). Часовни посвящены Вознесению Христову, Явлению Христа Марии Магдалине и Явлению ученикам по дороге в Эммаус, а четыре фонтана с соответствующими скульптурными изображениями — евангелистам Матфею, Марку, Луке и Иоанну. Особенно выразительна фигура святого Иоанна: в этой работе одновременно угадывается стиль барокко и романтизм.
Чуть выше в парке расположено небольшое живописное извилистое озеро с небольшим островком.

## Комментарии
1. ↑  8-й архиепископ Лиссабона (1464—1501) и 35-й архиепископ Браги (1501—1508)
2. ↑  Архиепископ Браги (1704—1728)
3. ↑  Архиепископ Браги (1758—1789), один из так называемых «детей Пальявана[порт.]» — незаконнорождённых сыновей короля Жуана V, признанных им специальным декретом в 1742 году, который однако был опубликован лишь в 1752 году, два года спустя после смерти короля. Пальяван (порт. Palhavã) — район в Лиссабоне, где находился дворец, в котором жили эти дети.